# Zoltan Novak
Zoltan Novak (Zagreb, 1963.), hrvatski je slikar. Diplomirao je 1989. na nastavničkom odjelu Akademije likovnih umjetnosti u Zagrebu.
Od 2004. godine predaje slikarstvo na Akademiji likovnih umjetnosti u Zagrebu. Povremeno se bavi dizajnom.

## Životopis
Zoltan Novak rođen je 19. ožujka 1963. godine u Zagrebu. Nakon završene srednje grafičke škole upisao je 1983. godine studij slikarstva na Akademiji likovnih umjetnosti u Zagrebu, gdje na nastavničkom odsjeku studira kod profesora Nikole Koydla i Zlatka Kesera. Diplomirao je 1989. godine pod mentorstvom Zlatka Kauzlarića Atača. 
Prvi put izlaže 1986. godine na 18. salonu mladih u Zagrebu, a tri godine poslije na istoj manifestaciji osvaja Nagradu za slikarstvo, dok prvi put samostalno izlaže 1988. godine u zagrebačkoj Galeriji Forum. Priredio je niz izložaba i sudjelovao na mnogim likovnim manifestacijama u Hrvatskoj i u inozemstvu. 
Istaknute su njegove samostalne izložbe u Zagrebu u studiju Moderne galerije „Josip Račić“ (1992.), Muzeju za umjetnost i obrt (1999.), Galeriji Forum (1995.) te izložba Noćne slike u Gliptoteci 2009. godine.  
Od sudjelovanja na europskim manifestacijama likovnih umjetnosti ističe se nastup u Parizu u Grand Palaisu na izložbi Grands et jeunes d’aujourd’hui 1997., u Pragu 1999.,  u Talijanskom kulturnom institutu na izložbi Znameny doby, u Bonnu, u Bundeshausu na izložbi Art-transfer Kunst in Dialog 2003., u Termoliju na izložbi Dvije obale 2005. godine u La Galleria d'Arte Contemporanea te u Veneciji na 53. Biennalu.
Izlaže i dalje u nizu samostalnih i skupnih izložbi u zemlji i u inozemstvu (Rim, Pariz, München, New York, Berlin i dr.). 
Živi i radi u Zagrebu.

Uz izložbenu djelatnost bavi se i likovnim uređenjem interijera javnih prostora te povremeno različitim vidovima dizajna. 

Od 1997. do 2003. godine radio je kao profesor crtanja i slikanja u zagrebačkoj Umjetničkoj gimnaziji.
Od 2004. godine profesor je slikarstva na Akademiji likovnih umjetnosti u Zagrebu.
Od 1988. član je HDLU-a i HSZU-a, a od 2006. godine član je Matice hrvatske.
Za iznimnu djelatnost u kulturi odlikovan je Redom Danice hrvatske s likom Marka Marulića.
Važnije kolekcije Zoltana Novaka nalaze se u Modernoj galeriji te u Muzeju za umjetnost i obrt u Zagrebu, u Muzeju Vukovar te u Zbirci Faggian u Puli.  
Autor monografije Igor Zidić vidi ga kao zrelog umjetnika razgovijetne posebnosti, kao novog, istraživački aktivnog i angažiranog umjetnika koji ne živi od ponavljanja svojih ikoničkih shema i likova, što ga istovremeno čini neovisnim od trendovskih stereotipa. Novakova djela ponajprije odlikuju art-brutovske i neoekspresionističke značajke, koje nadalje preko ekspresivno-kolorističkih gesti teže pretvorbi u znakove, simbole. Prema Igoru Zidiću, u kreativnom stvaralaštvu nakon zaokruženih ciklusa "Sliko-Reljefi", "Šetač" i "Mete" posve apstraktnog izričaja Zoltan Novak okreće se prizorima egzistencijalne sadržajnosti i znakovlju urbane zbilje stvarajući sljedove mnogoznačnih slika svijeta koji ga okružuje.

## Samostalne izložbe
- 1988. Zagreb, studio Galerije Forum
- 1989. Zagreb, Galerija Moše Pijade
- 1989. Zagreb, Galerija INA Comerce
- 1990. Slavonski Brod, Galerija Port Arthur
- 1991. Velika Gorica, Galerija Galežnica
- 1992. Zagreb, Galerija Josip Račić
- 1994. Lovran, Galerija Villa Frapart
- 1995. Zagreb, Galerija Forum
- 1996. Rim, Centro culturale degli artisti
- 1996.	Zagreb, Galerija trgovačke banke
- 1996. Poreč, Galerija Narodnog sveučilišta
- 1999. Zagreb, Muzej za umjetnost i obrt
- 2001. Rijeka, Galerija Juraj Klović
- 2001.	Zagreb, Okupacija, instalacija na pročelju Muzeja za umjetnost i obrt
- 2001. Stari Grad, Galerija Sv. Jerolim
- 2002. Zagreb, Titani, instalacija u parku Maksimir, Centar za kulturu Maksimir
- 2003. Zagreb, Galerija Zona
- 2003.	Poreč, Galerija Narodnog sveučilišta
- 2003. Kaštela, Muzej grada Kaštela
- 2003. Metković, Gradsko kulturno središte
- 2004. Zagreb, Galerija Grubić
- 2006. Varaždin, Galerija Angel
- 2007. Rijeka, Galerija Grad
- 2008. Zagreb, Gliptoteka HAZU
- 2010. Dubrovnik, Galerija Sebastijan
- 2011. Virovitica, Gradski muzej

## Galerija djela
- Zoltan Novak, Figura u prostoru, 1998., ulje na platnu
- Zoltan Novak, Događaj II, 2003., ulje na platnu
- Zoltan Novak, Prolaznik i spavač, 2007., ulje na platnu
- Zoltan Novak, Šetač-proljeće, 2010., ulje na platnu
- Zoltan Novak, Ekran, 2012., ulje na platnu

## Nagrade i priznanja
Odlikovan je Redom Danice hrvatske s likom Marka Marulića.

Kao dragovoljac Domovinskog rata odlikovan je Spomenicom Domovinskog rata.

## Vanjske poveznice
- Zoltan Novak  Arhivirana inačica izvorne stranice od 10. siječnja 2014. (Wayback Machine) - službena stranica
- Peritz, Romina. Intervju sa Zoltanom Novakom  Arhivirana inačica izvorne stranice od 5. rujna 2012. (Wayback Machine)
- Zoltan Novak: U našem sustavu tuđi uspjeh uvijek smeta, Večernji list, 6. travnja 2013.
- Kiš, Patricia. Slikar zagledan u ljude čiji životi prolaze ispred TV-a, i u Murakamija  Arhivirana inačica izvorne stranice od 1. ožujka 2013. (Wayback Machine), Jutarnji list, 20. svibnja 2012.
- Golub, Marko. Noćne slike - Zoltan Novak  Arhivirana inačica izvorne stranice od 24. rujna 2014. (Wayback Machine), Dnevni Kulturni Info, 14. travnja 2009.
- Zamoda, Jagoda. Zoltan Novak - Kroničar gradskih prizora, Gloria, 3. travnja 2009.